# Bandera d'Austràlia Occidental

Insígnia d'Austràlia Occidental.

La bandera d'Austràlia Occidental es basa en el pavelló blau britànic que carrega al vol la insígnia de l'estat. Aquesta està formada per una rodella de color groc amb la silueta d'un cigne negre adoptat el novembre de 1953 per substituir un disseny similar utilitzat quan encara era una colònia britànica. El disseny de la bandera actual va comportar invertir la direcció del cigne negre perquè s'encarés cap al pal. Això es va fer per tal d'adherir-se a les convencions vexil·lològiques.

## Disseny
La bandera d'Austràlia Occidental té fixades unes especificacions per a una bandera de 1.800 mm de llarg i 900 mm d'amplada i una relació d'aspecte d'1:2.
I el seu disseny és similar a les banderes dels altres cinc estats australians, que també utilitzen el pavelló blau britànic amb les seves respectives insígnies estatals. Quan oneja juntament amb la bandera nacional i la resta de banderes estatals, és la sisena en l'ordre. Això és indicatiu de la seva posició dins l'escut d'Austràlia.

### Colors
L'esquema de colors oficial, segons el lloc web del Govern d'Austràlia Occidental, segueix el sistema de color Pantone tal com s'indica a continuació. No s'especifiquen els codis de color dels tons blancs i negres de la bandera. La resta de codis de color s'han extret d'aquí.
| Model de color | Blau marí  | Vermell     | Blanc         | Groc        | Negre     |
| -------------- | ---------- | ----------- | ------------- | ----------- | --------- |
| Pantone        | 280 C      | 185 C       | Blanc         | 109 C       | Black 6 C |
| RGB            | 1, 33, 105 | 228, 0, 43  | 255, 255, 255 | 255, 209, 0 | 0, 0, 0   |
| CMYK           | 99-69-0-59 | 0-100-81-11 | 0-0-0-0       | 0-18-100-0  | 0-0-0-100 |
| RAL            | 5026       | 3026        | NA            | 2007        | 9005      |
| HTML           | #012169    | #E4002B     | #FFFFFF       | #FFD100     | #000000   |

### Simbolisme
Els colors de la bandera tenen significats culturals, polítics i regionals. El blau marí és un símbol de la Gran Bretanya, la pàtria d'Austràlia. En conseqüència, es conserva a les banderes dels sis estats australians, i les seves insígnies al vol són l'únic tret distintiu. El cigne negre fa al·lusió al mateix estat d'Austràlia Occidental. És originari de l'estat, i va donar el seu nom a la colònia del riu Swan (la precursora de l'actual Austràlia Occidental). Posteriorment va ser adoptat com a emblema d'ocells de l'estat el 25 de juliol de 1973. El cigne negre ha arribat a ser utilitzat com a representació d'una identitat nacionalista australiana contra el mestre imperialista anglès, segons l'autor Rodney James Giblett.

### Protocol
L'assessorament sobre el protocol de la bandera és responsabilitat del Departament del Primer ministre i del gabinet de l'estat. Quan oneja juntament amb la bandera d'Austràlia i les altres banderes estatals i territorials, la bandera d'Austràlia Occidental és la sisena en l'ordre jeràrquic (darrera de la bandera nacional i, en ordre descendent, les banderes de Nova Gal·les del Sud, Victòria, Queensland i Austràlia Meridional). Això reflecteix la posició de la seva insígnia d'estat a l'escut d'armes d'Austràlia on apareix en cinquena posició.

## Propostes

Proposta de 1934 pel "Domini de Westralia".
Proposta de Brendan Jones,[14] director d'Ausflag.

## Altres banderes

Estendard del Governador (avui dia)